# Национальный памятник на Виткове
Национальный памятник на Виткове (чеш. Národní památník na Vítkově) — функционалистический памятник, поставленный в 1929—1933 годах на вершине Витковской горы в Праге, по проекту Яна Зазворкого. Главной идеей памятника было увековечивание памяти воинов чехословацких легионов и чехословацкого подполья в годы первой мировой войны.
Расширен в 1946—1949 годах. В 1954—1962 годах здесь же размещался мавзолей Клемента Готвальда. У памятника находится могила неизвестного солдата, в которой положены останки с поля битвы у Зборова и с Дукельской операции. У памятника также устроена экспозиция «Перекрестки чешской и чехословацкой государственности».

## Место расположения
Во время гуситских войн на Виткове гуситы одержали победу 14 июля 1420 года над армией крестоносцев. Уже тогда холм носил название Витков, в честь пражского мещанина Виткова с Горы, который владел на нём виноградником. Старейшее упоминание о холме над пражским Жижковом происходит из 1041 года.

## Национальный памятник
Идея создания национального памятника, который, в отличие от существующих напоминаний о поражениях, продемонстрировал бы гордость и мужество чешского народа, изначально однозначно локализовывалась на этот холм. Летом 1882 года группа из нескольких сот местных жителей создала Ассоциацию по строительству памятника Яну Жижке из Троцнова на вершине Жижков. Идея с изменениями была реализована после создания новой Чехословацкой республики. Было принято решение строительства некрополя сыновей чехословацкого народа, легионеров и подпольщиков, который бы открывала статуя Яна Жижки. Памятник, как памятник народного освобождения, был возведён в 1929—1933 годах.
Во время второй мировой войны здесь был склад вермахта, а памятник был снесён. После 1948 года памятник стал одним из мест пропаганды коммунистического режима. Здесь были захоронены виднейшие представители коммунистической власти. В 1953 году во внутренних помещениях памятника был создан мавзолей Клемента Готтвальда, ликвидированный в 1962 году, когда разлагавшееся тело вождя было кремировано и погребено среди захоронений соратников. После бархатной революции, останки коммунистических лидеров были перезахоронены в другом месте.
В настоящий (2013 год) момент в реконструированном мемориале располагается постоянная экспозиция «Перекрестки чешской и чехословацкой государственности», которая представляет исторические события от возникновения Чехословакии, через Мюнхенский сговор 1938 года, времена Протектората Чехии и Моравии, коммунистический переворот 1948 года, вторжение войск Варшавского договора в 1968, федерализацию Чехословакии, падение социализма, и до распада Чехословакии в 1992 году.

## Могила неизвестного солдата
Первоначально могила неизвестного солдата располагалась в Староместской ратуше, где были положены останки воина с поля битвы у Зборова. После 1939 года могила стала местом протестов против нацистской оккупации. В 1941 году могила была уничтожена, а останки вывезены и сожжены.
После окончания второй мировой войны было принято решение о создании гроба неизвестного солдата на Виткове. Советское правительство не дало разрешение на перенесение останков из Зборова, вместо них был захоронен 9 октября 1949 года павший воин из-под Дуклы. 8 мая 2010 года также были захоронены останки неизвестного солдата из Зборова.

## Памятник Жижке
Как образец для конной статуи, после длительных споров, в 1931 году, был выбран эскиз Богумила Кафки. Статуя была открыта в годовщину витковской битвы 14 июля 1950 года. Реставрирована в 2010—2011 годах. Статуя весит 16.5 тонн и состоит из 120 бронзовых деталей и почти 5000 болтов. Это одна из самых больших бронзовых конных статуй в мире.

## Другое скульптурное убранство
Перед статуей Жижки расположена под гранитной плитой могила неизвестного солдата, в которой захоронены останки солдата, павшего в 1944 году во время карпатско-дукельской операции. На наклонной гранитной плите надпись «Слава героям павшим за родину» (чеш. Sláva hrdinům padlým za vlast). 8 мая 2010 года здесь же похоронены останки неизвестного солдата с поля битвы у Зборова, как и было задумано в период первой республики.
Над плитой был в передней нижней части конной статуи установлен большой чехословацкий государственный герб, созданный Отакаром Шпаниелем, который был в 1962 году заменен на государственный герб новой социалистической Чехословакии. В 1997 была установлена копия оригинального чехословацкого герба Отакара Шпаниеля (авторы копии: Владимир Оппл и Мартин Цеплеха).
В пространстве за конной статуей находятся большие бронзовые входные ворота в Мемориал, работы Йосефа Малеёвского, украшеные рельефами, часть из которых посвящена периоду гуситского движения.
На восточной стороне здания (за памятником) находится большой не функционирующий фонтан работы Карла Штипла. У фонтана стоят две скульптуры. Первая, работы скульптора Карела Покорного 1962 года, представляет собой аллегорию победы (в 1967 году её завершил Йиржи Душек). Вторая скульптура, работы Карла Лидицкого 1964—1972 годов, была поэтически названа «счастливое будущее».